# Flancourt-Crescy-en-Roumois
Flancourt-Crescy-en-Roumois est une commune nouvelle française, constituée le 1er janvier 2016, située dans le département de l'Eure en région Normandie.
Elle réunit Bosc-Bénard-Crescy, Épreville-en-Roumois et Flancourt-Catelon, qui sont devenues ses communes déléguées.

## Géographie

### Description
Flancourt-Crescy-en-Roumois est une commune normande limitrophe de Bourg-Achard, située à une vingtaine de kilomètres à l'est de Pont-Audemer, une trentaine de kilomètres au sud-ouest de Rouen  et la même distance au nord-est de Bernay.
L'autoroute A 28 traverse l'est de son territoire, et est accessible par un échangeur à Bourg-Achard.
La ligne de Serquigny à Oissel traverse également le territoire. La station la plus proche est la gare de Bourgtheroulde - Thuit-Hébert, desservie par des trains régionaux reliant Rouen-Rive-Droite à Caen.

### Communes limitrophes
| Rougemontiers (par un angle) | Bouquetot                                      | Bourg-Achard                                      |
| Illeville-sur-Montfort       | Flancourt-Crescy-en-Roumois                    | Grand-Bourgtheroulde (comm. dél. de Thuit-Hébert) |
|                              | Touville, Bosc-Renoult-en-Roumois, Theillement | Berville-en-Roumois                               |

### Climat
Pour des articles plus généraux, voir Climat de la Normandie et Climat de l'Eure.
En 2010, le climat de la commune est de type climat océanique dégradé des plaines du Centre et du Nord, selon une étude du CNRS s'appuyant sur une série de données couvrant la période 1971-2000. En 2020, Météo-France publie une typologie des climats de la France métropolitaine dans laquelle la commune est exposée à un climat océanique et est dans la région climatique Côtes de la Manche orientale, caractérisée par un faible ensoleillement (1 550 h/an) ; forte humidité de l’air (plus de 20 h/jour avec humidité relative > 80 % en hiver), vents forts fréquents. Parallèlement le GIEC normand, un groupe régional d’experts sur le climat, différencie quant à lui, dans une étude de 2020, trois grands types de climats pour la région Normandie, nuancés à une échelle plus fine par les facteurs géographiques locaux. La commune est, selon ce zonage, exposée à un « climat contrasté des collines », correspondant au Pays d’Auge, Lieuvin et Roumois, moins directement soumis aux flux océaniques et connaissant toutefois des précipitations assez marquées en raison des reliefs collinaires qui favorisent leur formation.
Pour la période 1971-2000, la température annuelle moyenne est de 10,3 °C, avec  une amplitude thermique annuelle de 13,2 °C. Le cumul annuel moyen de précipitations est de 819 mm, avec 12,9 jours de précipitations en janvier et 8,6 jours en juillet. Pour la période 1991-2020, la température moyenne annuelle observée sur la station météorologique la plus proche, située sur la commune de Jumièges à 13 km à vol d'oiseau, est de 12,2 °C et le cumul annuel moyen de précipitations est de 843,5 mm,. Pour l'avenir, les paramètres climatiques de la commune estimés pour 2050 selon différents scénarios d’émission de gaz à effet de serre sont consultables sur un site dédié publié par Météo-France en novembre 2022.

## Urbanisme

### Typologie
Au 1er janvier 2024, Flancourt-Crescy-en-Roumois est catégorisée commune rurale à habitat dispersé, selon la nouvelle grille communale de densité à 7 niveaux définie par l'Insee en 2022.
Elle est située hors unité urbaine. Par ailleurs la commune fait partie de l'aire d'attraction de Rouen, dont elle est une commune de la couronne,. Cette aire, qui regroupe 317 communes, est catégorisée dans les aires de 200 000 à moins de 700 000 habitants,.

## Toponymie
Flancourt : Le nom de la localité est attesté sous les formes Frollancourt vers 1155, Flaencourt en 1271.

Voir toponymie de Flancourt-Catelon
Crescy est le surnom d'un seigneur local.

Voir toponymie de Bosc-Bénard-Crescy
Roumois est la région naturelle de Normandie, située au nord du département de l'Eure.

## Histoire
En 2014, les communes de Bosc-Bénard-Crescy, Épreville-en-Roumois et de Flancourt-Catelon envisagent de fusionner sous le régime des communes nouvelles afin à la fois d'éviter de subir des regroupements autoritaires et de bénéficier d'une bonification des dotations de l'État. Les trois villages, de taille comparable, autour de 400 habitants, ont en effet une  population du même profil socioprofessionnel et un revenu médian presque identique (autour de 20 000 €) et coopèrent de longue date au sein du regroupement pédagogique intercommunal créé en 1968 — que Bosc-Bénard-Crescy a quitté en 2015 pour des motifs financiers, et scolarisant ses enfants à Bourgtheroulde —.
L'arrêté préfectoral du 4 décembre 2015 a officiellement créé la nouvelle commune pour une application le 1er janvier 2016.

## Politique et administration

### Rattachements administratifs et électoraux
Bourneville-Sainte-Croix fait partie de l'arrondissement de Bernay du département de l'Eure.
Pour les élections départementales, la commune fait partie du canton de Bourgtheroulde-Infreville.
Pour l'élection des députés, elle fait partie de la quatrième circonscription de l'Eure.

### Intercommunalité
Lors de sa création en 2016, la commune nouvelle était membre, comme les anciennes communes qui la constitue, de la petite communauté de communes du canton de Bourgtheroulde-Infreville, un établissement public de coopération intercommunale (EPCI) à ficalité propre.
Dans le cadre des prescriptions de la loi portant nouvelle organisation territoriale de la République (Loi NOTRe) du 7 août 2015 prescrit, dans le cadre de l'approfondissement de la coopération intercommunale, que les intercommunalités à fiscalité propre doivent, sauf exceptions, regrouper au moins 15 000 habitants, cette intercommunalité fusionne avec ses voisines pour former, le 1er janvier 2017, la communauté de communes Roumois Seine, dont la commune est désormais membre.

### Liste des maires
| Période      | Période                    | Identité       | Étiquette        | Qualité |
| ------------ | -------------------------- | -------------- | ---------------- | --- |
| janvier 2016 | En cours (au 24 août 2020) | Bertrand Pécot | SE puis Horizons | Fonctionnaire Maire de Flancourt-Catelon (2014 → 2015) Vice-président de la CC Roumois Seine (2020 → ) Réélu pour le mandat 2020-2026, |

### Liste des communes déléguées
L'arrêté préfectoral constatant la création de la commune nouvelle a également institué les anciennes commune de Bosc-Bénard-Crescy, Épreville-en-Roumois et de Flancourt-Catelon comme communes déléguées.

## Population et société

### Démographie
| 1968 | 1975 | 1982 | 1990 | 1999  | 2007  | 2012  | 2017  |
| ---- | ---- | ---- | ---- | ----- | ----- | ----- | ----- |
| 639  | 743  | 826  | 918  | 1 015 | 1 195 | 1 243 | 1 455 |

### Enseignement
La commune nouvelle lance en 2019 les travaux d'extension des écoles d’Épreville-en-Roumois et de Flancourt-Catelon pour un coût de 2,7 M€ subventionnés à 80 %,.

## Culture locale et patrimoine

### Lieux et monuments
- L'église Saint-Lubin et le cimetière de Catelon  Site classé (1925)[26].
- Croix de cimetière de Bosc-Bénard-Crescy.
- L'if du cimetière d'Épreville-en-Roumois  Site classé (1925)[27].